# Metal Gear Solid: Peace Walker
Metal Gear Solid: Peace Walker – gra akcji, skradanka wyprodukowana przez japońskiego producenta Kojima Productions oraz wydana przez japońską firmę Konami w 2010 roku na przenośną konsolę PlayStation Portable. Jest to siódma gra z serii Metal Gear stworzona przez japońskiego twórcę gier Hideo Kojima, a zarazem druga zaraz po Metal Gear Solid: Portable Ops wydana na Sony PlayStation Portable. W roku 2012 opublikowana na konsolę stacjonarną PlayStation 3 oraz Xbox 360 w ramach odświeżonej kolekcji 3 gier „Metal Gear Solid HD Collection” w Ameryce Północnej oraz Europie.
Akcja gry rozgrywa się w 1974 roku w Kostaryce, gdzie śledzimy dalsze przygody legendarnego żołnierza Big Bossa, kierującego armią najemników pod nazwą Militaires Sans Frontières (Żołnierze bez Granic).

## Rozgrywka
Rozgrywka jest podzielona na dwa tryby: misje oraz „Baza Matka”. Misje są sekwencjami akcji, gdzie gracz ma za zadanie zinfiltrowanie terenu wroga lub walkę z bossem, natomiast „Baza Matka” służy do przydzielania zwerbowanych żołnierzy poprzez specjalny interfejs, aby rozwijać tytułową bazę.

### Misje
Gracz w grze Metal Gear Solid: Peace Walker musi wybrać misję, którą chce podjąć poprzez menu wyboru misji. W grze występują dwa rodzaje misji: główne operacje i dodatkowe zadania. Główne operacje są podstawowymi, fabularnymi misjami, których celem jest dalsze rozwinięcie narracji. Aby kontynuować grę, gracze muszą zakończyć te misje zgodnie z ustalonym scenariuszem. Natomiast dodatkowe zadania są opcjonalnymi misjami, oferującymi różnorodne cele – od treningu na strzelnicy po zdobycie tajnych dokumentów.
Po ukończeniu każdej misji, gracze otrzymują podsumowanie wyników, które wpływa na ich rangę oraz przyznaje punkty heroizmu. Misje mogą być powtarzane w celu poprawy wyników. Przed rozpoczęciem misji, gracze muszą wybrać postać, którą będą wcielać się w grze. Mogą wybierać spośród żołnierzy zwerbowanych w poprzednich misjach. Dodatkowo, gracze muszą dostosować odpowiednie wyposażenie dla swojej postaci.
Żołnierze, spośród których można dokonywać wyboru, różnią się statystykami. Niektóre misje są dostępne tylko dla „Big Bossa”, a inne są przeznaczone dla jego najemników. Gracz ma ograniczoną ilość przedmiotów, które może nosić ze sobą, dlatego przedmioty zdobyte podczas misji są wysyłane do bazy macierzystej.
W grze istnieją cztery podstawowe typy uniformów, które można wybrać:
- Jungle Fatigues – podstawowy uniform.
- Nagi – uniform, który składa się tylko ze spodni, bez górnej części.
- Uniform do skradania się – umożliwia cichsze poruszanie się oraz zwiększa kamuflaż.
- Strój bojowy – ciężko opancerzony ubiór, który pozwala na wytrzymanie dużej ilości pocisków.

### Baza Główna
Baza Główna to opuszczona placówka badawcza OTEC, położona na Morzu Karaibskim, która stanowi centralną siedzibę w grze. Baza jest podzielona na sektory, takie jak sektor walki, medyczny, wywiad, poszukiwanie oraz rozwój technologii. Istnieje również jadalnia, gdzie żołnierze mogą spożywać posiłki, co przyczynia się do poprawy morale. Jeśli żołnierze zostaną pojmani lub ranni, są umieszczani w celach lub izbach chorych. Gracz ma możliwość przechwytywania pojazdów wroga, które często pełnią rolę minibossów, takich jak lekko opancerzone pojazdy, czołgi czy helikoptery bojowe.
W bazie głównej można rekrutować aż 350 żołnierzy, przy czym każdy sektor może pomieścić maksymalnie 50 najemników.
W trakcie przebywania w bazie Matka gracze mają możliwość odsłuchiwania nagrań na swoim Walkmanie. Te kasety dają im szansę lepszego zrozumienia historii przedstawionej w grze.

### Operacje zewnętrzne
Operacje zewnętrzne polegają na wysyłaniu jednostek podstawowych z bazy Matka, a także przechwytywanych pojazdów wroga, w celu walki z wrogimi siłami oraz zdobywania surowców potrzebnych do rozwoju bazy.

### Przerywniki filmowe
W grze występują przerywniki filmowe, które można podzielić na dwa rodzaje: sekwencje 3D generowane przez silnik gry oraz sekwencje 2D stylizowane na ilustracje komiksowe. W sekwencjach dwuwymiarowych często pojawiają się interaktywne momenty, od których zależy dalszy rozwój fabuły.

## Scenariusz
Akcja gry Metal Gear Solid: Peace Walker rozpoczyna się 4 listopada 1974 roku w Kolumbii, gdzie Big Boss dowodzi swoją własną jednostką wojskową. Po opuszczeniu finansowanej przez Stany Zjednoczone jednostki FOXHOUND na końcu gry Metal Gear Solid: Portable Ops, Big Boss kontynuuje swoją działalność. W tym czasie, tajemnicza paramilitarna grupa o nazwie „Strażnicy Pokoju” pojawia się w Kostaryce, posiadając zaawansowany sprzęt wojskowy.
Mimo że Strażnicy Pokoju są uzbrojeni jak regularna armia, rząd Kostaryki nie może podjąć z nimi działań ze względu na ograniczenia konstytucyjne, które zabraniają utworzenia oficjalnej armii. Obecność tej grupy stanowi poważne zagrożenie dla globalnego porządku między Wschodem a Zachodem.

### Postacie
Podczas rozgrywki kierujemy poczynaniami Big Bossa, który przewodzi nowej grupie wojskowej. W jego dążeniach asystuje zastępca szefa, Kazuhira Miller. Dołączają oni później do FSLN, gdzie liderem rebeliantów jest Amanda Valenciano Libre i jej młodszy brat Ricardo „Chico” Valenciano Libre. Paz Ortega Andrade, będąca studentką uniwersytetu pokoju, Dr. „Huey” Emmerich, ojciec Otacona i francuska ornitolożka Cécile Cosima Caminades. Głównym antagonistą jest Hot Coldman, który jest szefem CIA w Centralnej Ameryce i Ramón Gálvez Mena, instruktor Paz. Dr. Strangelove jest brytyjską ekspertką od sztucznej inteligencji zatrudnioną przez Coldmana do pracy nad projektem Peace Walker, później zauroczoną przez Emmericha.
W grze zawarte są również wątki z MGS3, gdzie pojawiają się wspomnienia związane z ostatnią walką Big Bossa z The Boss oraz nagrania audio pozostawione przez Ewę w związku z działalnością The Boss, kiedy Big Boss nie miał z nią kontaktu.

### Historia
Cztery lata po wydarzeniach na wyspie Świętego Hieronima, Big Boss, znany również jako Snake, oraz Kazuhira Miller zakładają MSF (Military Sans Frontieres) – małą frakcję najemników na wybrzeżu Kolumbii. W tym czasie do nich przychodzi Ramon Galvez Mena, profesor uniwersytetu pokoju, wraz ze swoją studentką Paz Ortega Andrade. Galvez proponuje wynajęcie MSF do zbadania tajemniczej armii, która nielegalnie okupuje część Kostaryki. Początkowo Snake odrzuca propozycję, podejrzewając, że Galvez może być agentem KGB. Jednak po tym, jak Paz odtwarza nagranie związane z The Boss, Snake zmienia zdanie.
Snake przybywa do Kostaryki i podejrzewa, że tajemnicza armia posiada broń nuklearną. Współpracując z Sandinistowskim Frontem Wyzwolenia Narodowego, ściga ładunek nuklearny, który jest przewożony do bazy w górach. Jego podejrzenia potwierdzają się, gdy Hot Coldman, jeden z dowódców tej armii, ogłasza plan odpalenia ładunku jako część projektu o nazwie „Peace Walker”. Snake spotyka Hueya Emericha, jednego z projektantów Peace Walkera, który zgadza się pomóc w powstrzymaniu Hot Coldmana.
Podążając za wskazówkami Hueya, Snake wyrusza w podróż przez Kostarykę, aby odnaleźć dr. Strangelove, projektantkę sztucznej inteligencji Peace Walkera. Tam odkrywa, że Strangelove oparła sztuczną inteligencję na osobowości The Boss. Wykorzystuje to, wiedząc, że Big Boss łączy z nią silne emocjonalne więzi, aby torturować Snaka i uzyskać potrzebne jej informacje.
Snake ucieka z więzienia i kontynuuje pościg za Peace Walkerem, samobieżną platformą nuklearną. Podążając za nią wzdłuż granicy Nikaragui, dociera do amerykańskiej bazy wojskowej nad jeziorem Cocibolca. Tam odkrywa, że baza została zajęta przez siły sowieckie. Snake infiltuje bazę, aby stawić czoło Coldmanowi. Coldman ujawnia, że celem Peace Walkera jest obalenie wiary w odstraszanie nuklearne i przekonanie ludzi do podjęcia działania odwetowego w przypadku wymiany nuklearnej. Peace Walker ma być bezstronnym wykonawcą tej idei. Nagle baza zostaje zaatakowana przez oddziały sowieckie, dowodzone przez Galveza, który okazuje się być Vladimirem Zadornovem. Zadornov chce przejąć kontrolę nad Peace Walkerem dla Związku Radzieckiego, ale zostaje powstrzymany przez MSF i rebeliantów.
Po zakończonym starciu Zadornov zostaje pojmany, a ciężko ranny Coldman aktywuje łącze danych, przekonując NORAD (Dowództwo Obrony Północnoamerykańskiej Przestrzeni Powietrznej i Kosmiczne), że Stany Zjednoczone zostaną zaatakowane przez Związek Radziecki przy użyciu broni nuklearnej. Snake nawiązuje kontakt z NORAD i próbuje przekonać ich do zaniechania odwetu, jednak głównodowodzący sił wojskowych odrzuca jego prośbę i kontynuuje wdrażanie planu w oczekiwaniu na nadchodzący atak nuklearny.
W tym momencie osobowość The Boss przejmuje kontrolę nad sztuczną inteligencją Peace Walkera i zanurza go w jeziorze Cocibolca, przerywając transmisję i eliminując zagrożenie. Snake, wraz z resztą MSF, obserwuje zatopienie Peace Walkera i oddaje hołd The Boss, którą uważał za swojego mentora i inspirację.
Po tym wydarzeniu Snake i jego sojusznicy wracają do bazy-matki. Mimo że zagrożenie Peace Walkera zostało zażegnane, pozostaje wiele nierozwiązanych kwestii i tajemnic, które Snake będzie musiał stawić czoła w przyszłości.
Peace Walker był jedną z kluczowych misji w życiu Big Bossa, która zmieniła go na zawsze i wpłynęła na dalsze wydarzenia w serii Metal Gear Solid.

## Odbiór gry
Peace Walker został pozytywnie przyjęty przez społeczność graczy, z wynikiem 88,98 na portalu GameRankings na podstawie 47 recenzji. Na portalu Metacritic gra uzyskała średnią ocenę na poziomie 89 punktów ze stu.

### Sprzedaż
Gra została sprzedana w 434 366 kopiach w pierwszym tygodniu sprzedaży w Japonii. Poza Japonią sprzedaż była na o wiele niższym poziomie.

### Nagrody
Peace Walker otrzymał nagrodę Best of Show and Best PSP Game podczas Tokyo Game Show w 2009 roku oraz nagrody Best PSP Game of the Year, Most Addictive Game, Best Visuals, Most Bang for Your Buck, Best Story, Best Co-Op i Coolest Atmosphere według portalu IGN w 2010 roku.